# Departamentul Djououri-Aguilli
Departamentul Djououri-Aguilli este un departament din provincia Haut-Ogooué  din Gabon. Reședința sa este orașul Bongoville.